# 利氏龍紋鱝
利氏龍紋鱝（學名：Rhynchobatus luebberti），又稱利氏尖犁頭鰩，為軟骨魚綱犁頭鰩目圓犁頭鰩科尖犁頭鰩屬的其中一種，被IUCN列為極危保育類動物，分布於東大西洋塞內加爾至剛果民主共和國海域，深度0至35公尺，本魚體型呈三角形，長度大於寬度，吻部尖，通常呈楔形，噴水孔位於眼之近後方，後緣有2條皮褶，鼻孔大而斜，鼻孔彼此分開，且與口分開，鼻瓣小，尾部與軀幹部不易區分，外形介於鯊類與鱝類之間，從頸背到第一背鰭以及背鰭之間，中間有一排大而尖的刺，在頸肩區域兩側還有另外兩排短刺，背鰭2個，尾鰭有明顯的上葉和下葉，體淺橄欖褐色或橄欖灰色，背部佈滿白色斑點，魚鰭的邊緣有時顏色較淺，背部脊線兩側各有三處黑色斑紋，下側白色，吻部有一大的橫向黑色斑點，體長可達300公分，棲息於淺水海域，為底棲性魚類，肉食性，以硬骨魚及無脊椎動物為食，卵胎生，生活習性不明，可作為食用魚，魚鰭可做成魚翅。